# La Fabrika
La Fabrika je kulturní prostor, sídlící v pražských Holešovicích. Vznikl ze dvou propojených továrních objektů z počátku dvacátého století, umístěných mezi ulicemi Dělnická, Komunardů a Přístavní, podle návrhů ateliéru KAVA. Industriální původ propůjčil La Fabrice zvláštní půvab a originalitu.
V současné době je toto středisko víceúčelovým prostorem, ve kterém probíhají kromě divadla koncerty, výstavy, filmové projekce, multimediální expozice, performance, přednášky, workshopy, různá společenská setkání, akrobatická vystoupení, vyžadující netradiční prostorové řešení. Z herců působících v La Fabrice jmenujme např. Tatiana Vilhelmová, Anna Polívková, Martha Issová, Vojtěch Dyk, Jakub Prachař či soubory 420 PEOPLE, HOLEKTIV, SPOLUHRA a další.

## Historie
Divadlo La Fabrika bylo vybudováno ze soukromých finančních prostředků. Během tří let postupné rekonstrukce, vznikla ze staré budovy odsouzené k zchátrání provizorní scéna, která začala umělecky pracovat dřív, než byla zcela dokončena. Svůj plný provoz zahájila La Fabrika až na podzim roku 2007 otevřením Studia 1.

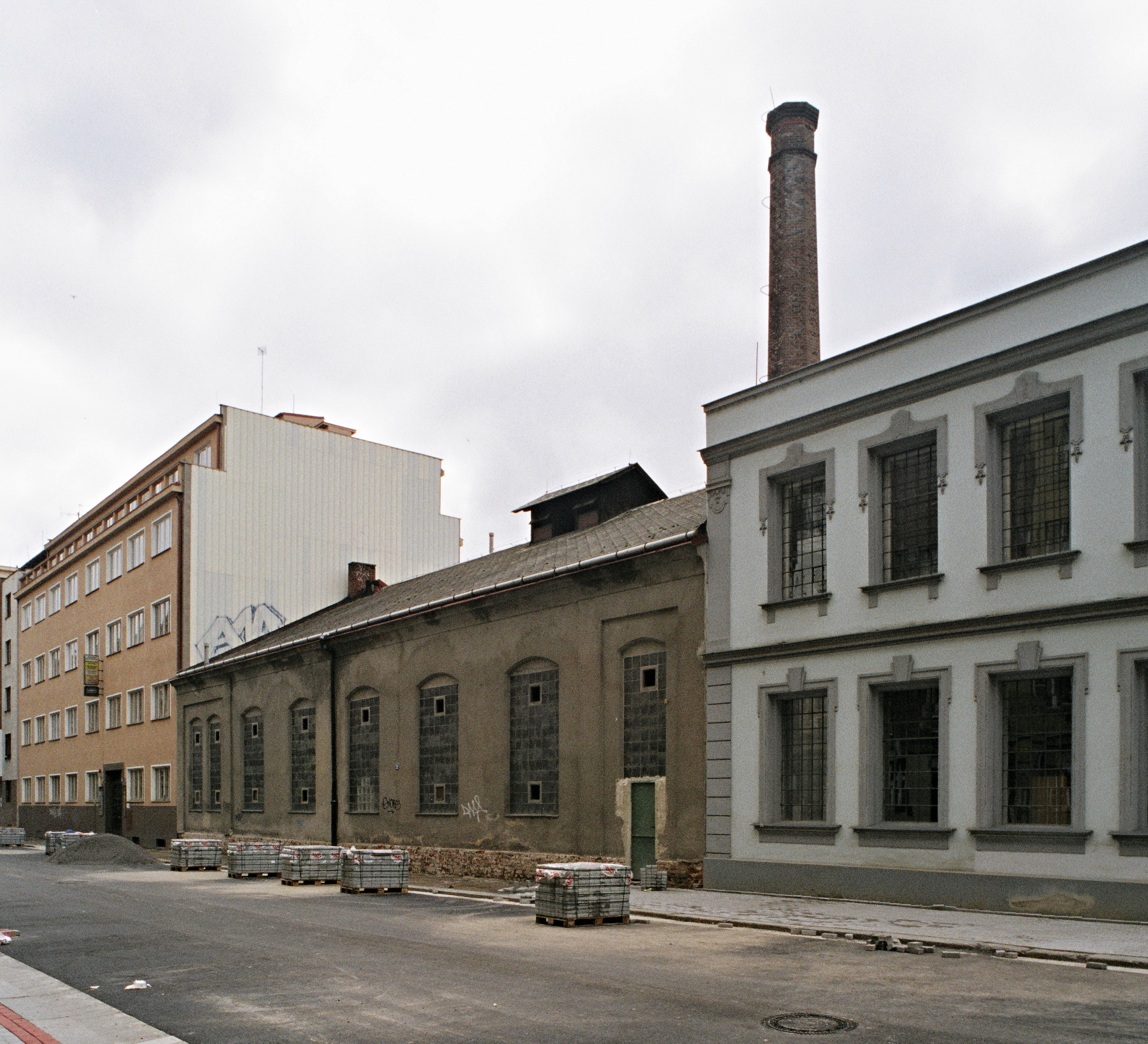
Bývalá slévárna Bendelmayer v roce 2005 před přestavbou a připojením k areálu La Fabrika

Hlavní prostor scény tvoří dva interiéry. Studio 1, které bylo přebudováno z haly Richterových strojních závodů a Karel Bendelmayer, slévárna umělecké litiny. Slévárna fungovala jako součást koncernu ČKD až do 80. let 20. století, avšak na slavnostní otevření si musela počkat až do roku 2012. Než byla přestavěna, byla využívána jako zkušebna.
Název divadla vznikl spojením slov "La", jež dostalo divadlo podle newyorského fenomenálního divadla La Mama a "Fabrika" pro původ budovy, ze které bylo divadlo vybudováno.
Touha majitele a ředitele divadla Richarda Balouse po uměleckém prostoru, kde budou tvořit převážně mladí umělci, se stala skutečností a divadlo si za dobu své existence získalo silnou převahu mladého publika.

## Současnost
Do povědomí veřejnosti se divadlo zapsalo inscenacemi La Putyka a Kultovní představení, jež se doposud podílejí na jeho oblíbenosti u mladého publika. Tyto představení významně ovlivnily vývoj divadla a jeho návštěvnost. Projekt La Putyka reprezentoval české divadlo na světové výstavě Expo 2010 v Šanghaji, získal prestižní ocenění za inscenaci roku a cenu za nejlepší hudbu. V případě Kultovního představení se dá hovořit o novém divadelním žánru, který propojuje základní dějovou linku s hudbou a volně se vyvíjí v závislosti na kulturním dění a improvizaci s diváky.

## Interiér
V předsálí divadla, je návštěvníkům k dispozici dlouhý prostorný bar a malé jeviště s klavírem, kde po představení hudebníci a herci improvizují.

## Repertoár
Divadlo La Fabrika uvedlo či stále uvádí následující inscenace a koncerty:
- Ani by neřekla – hudebně dramatická komedie (Anna Polívková/Jakub X.Baro/Dudu Morais/ Eva Hodinová/Martin Mikuláš)
- Bláznivý Petříček – gangsterská pohádka na motivy stejnojmenného filmu (premiéra: 15. listopadu 2010) (Peter Serge Butko/Roman Holý)
- Krasavice interkontinentální – klaunské představení o přátelství (premiéra: 25. května 2011) (Martha Issová/Anna Polívková)
- Kultovní představení – improvizační divadelní představení (premiéra 19. dubna 2010 / derniéra: 16. června 2013) (SKUTR/Vojtěch Dyk/Jakub Prachař/Petr Kaláb)
- La Putyka – divadelní hra z hospodského prostředí (premiéra: 21. dubna 2009) (SKUTR/Rostislav Novák/Tros Discotequos)
- Vojtěch Dyk & B-SIDE BAND – jazzový koncert brněnského orchestru B-Side Band
- UP´END´DOWN – divadelně akrobatické představení (premiéra: 19. prosince 2010) (Rostislav Novák/Alexandr Minajev/Tros Discotequos)
- Slapstick Sonata – představení, které spojuje Mozartovy sonáty s groteskní komedií z éry němého filmu (premiéra: 22. února 2012) (Maksim Komaro/Circo Aereo)
- Pěna dní (premiéra: 28. listopadu 2012) (Jiří Havelka)
- RISK (premiéra: 16 a 17. ledna 2013) (Rostislav Novák)
- FEDERER – NADAL (přesunuto z A Studia Rubín) (obnovená premiéra: 17. února 2013) (Petr Kolečko/Jakub Prachař/Marek Taclík)
- HOMO 06 (přesunuto z A Studia Rubín) (obnovená premiéra: 19. února 2013 / poslední uvedení: 14. a 15. května 2013) (Petr Kolečko/Jana Slouková/Daniel Špinar)